# Concili d'Aquisgrà
Diversos concilis significatius de l'Església llatina van celebrar-se a Aquisgrà (també coneguda en francès com Aix-la-Chapelle) a inicis de l'edat mitjana.
Al Concili mixt del 798, Carlemany proclamà una capitular de 81 capítols, majoritàriament una repetició de la legislació eclesiàstica anterior, que va ser acceptada pel clergat i adquirí autoritat canònica.
Al Concili del 799, després d'una discussió de sis dies, el bisbe Fèlix d'Urgell es declarà a si mateix vençut per les tesis d'Alcuí de York i abjurà de la seva teoria de l'adopcionisme.
Al Concili celebrat el 809, l'Església franca adoptà l'afegit del filioque al Credo (la qual cosa contribuí al Cisma Est-Oest), tot i que el Papa Lleó III rebutjà reconèixer-ho con a vàlid (i l'Església de Roma no acceptaria aquest afegit fins al 1014).
Als sínodes del 816-819 la qüestió principal va ser la disciplina clerical i monàstica. El concili del 816 establí la Norma d'Aix, que es convertí en obligatòria en totes les canongies. El concili de 819 imposà una nova revisió de la Regla de Sant Benet sobre els monjos de l'orde benedictí per Benet d'Aniane. Diversos monestirs i serveis de la corona que van seguir aquest concili es poden trobar a la Notitia de servitio monasteriorum.
El sínode del 836 va ser molt seguit i es dedicà a la restauració de la disciplina eclesiàstica que havia quedat afectada per les guerres civils entre Lluís el Pietós i els seus fills.
Entre el 860 i el 862 tres concilis s'ocuparen de la qüestió del divorci del rei Lotari II i la seva muller Teutberga.
Al 1166 va tenir lloc el concili cismàtic, aprovat per l'antipapa Pasqual III, en el qual es decretà la canonització de Carlemany, que va ser solemnement celebrada el 29 de desembre d'aquell any.